# Albert est méchant
Pour plus de détails, voir Fiche technique et Distribution.
Albert est méchant est un film français réalisé par Hervé Palud et sorti en 2004.

## Synopsis
Patrick Lechat apprend que son père, le célèbre écrivain Jo Lechat, vient de mourir en laissant une fortune colossale.
Albert Moulinot, personnage excentrique qui se révèle être le demi-frère de Jo, vit au fin fond de la Dordogne. Albert est contre le travail. Il vit de troc, seul au milieu de la nature, avec un marcassin pour animal de compagnie. Il est l'unique bénéficiaire de l'héritage de Jo Lechat. Alors Patrick doit rencontrer Albert. Ce dernier est tout à fait prêt à renoncer à son héritage car il ne veut rien, il est pour l'abolition de l'argent. Seulement Patrick doit ramener Albert à Paris afin qu'il signe sa renonciation à l'héritage. Cela va prendre plus de temps que prévu…

## Fiche technique
- Titre : Albert est méchant
- Réalisation : Hervé Palud, assisté d'Alain Nauroy
- Scénario : Igor Aptekman et Hervé Palud
- Décors : Ivan Maussion
- Costumes : Martine Rapin
- Photographie : Robert Alazraki
- Montage : Roland Baubeau
- Musique : Vladimir Cosma
- Production : Patrice Ledoux et Hervé Palud
- Société de production : Gaumont
- Budget : 8,96 millions d'euros
- Pays de production :  France
- Format : couleur  - 35 mm - 1,85:1 - Dolby Digital
- Genre : comédie
- Durée : 85 minutes
- Dates de sortie : 
  - Belgique / France : 14 janvier 2004

## Distribution
- Christian Clavier : Patrick Lechat
- Michel Serrault : Albert Moulinot
- Arielle Dombasle : Barbara (Monique) Lechat
- Priscilla Betti : Chelsea Lechat
- Bernard Farcy : M. Lechevalier
- Ged Marlon : le directeur de l'hôtel
- Hans Meyer : James Lord Cooke
- Jackie Berroyer : Maître Kermarec
- Véronique Boulanger : Dany Cooke
- Marina Tomé : Marie-Ange, la pharmacienne
- Patrick Mille : Eddy
- Silvie Laguna : la secrétaire de Maître Kermarec
- Justine Fraioli : L'employée de l'institut de beauté
- Sébastien Lalanne : l'employé de Dalloyau
- Marie-Christine Demarest : Mme Dupasquier, la dame aux petits chiens
- Pierre Coville : le patron du bistrot
- François Borysse : le trompettiste
- Roger Trapp : un client
- Delphin Lacroix : le nono
- Vincent Moscato : un vigile
- Vincent Haquin : un vigile
- Luc Palun : le chef de la brasserie
- Jeremy Manesse : le serveur de la brasserie
- Doug Rand : le directeur de la Bank
- Gabriella Miranda-Sequela : l'employée de la Bank
- Philippe Cotten : le maître d'hôtel
- Patrick Poivre d'Arvor : lui-même

## Autour du film
- À noter, une apparition de Patrick Poivre d'Arvor dans le rôle du journaliste de Vol de nuit.
- Priscilla Betti obtient son premier rôle comme comédienne dans le rôle de Chelsea Lechat
- On peut entendre, dans la scène du parking du supermarché, une version arrangée du Rock Pirate issu de la bande originale des Mondes engloutis, de Vladimir Cosma.